# Jean Le Masle
Pour les articles homonymes, voir Lemasle.
Jean Le Masle est un écrivain et poète angevin né à Baugé en 1533 .

## Biographie
Jean Le Masle de Monplan né à Baugé en 1533 est issu d'une famille noble de l'anjou dont les armoiries se blasonnent: D'argent à trois membres virils pendants au naturel, ornés de leurs poils de sable. Il est seigneur de Monplan, d'Ecorse, de la Chevrière et de la Mothe du Pendu. 
Orphelin très jeune, il est élevé par un oncle Mathurin Chalumeau sieur de Bernay, avocat à Angers. Après des études de droit il devient avocat.
 Amateur de poésie, il monte à Paris et devient l'élève de Jean Dorat et d'Adrien Turnebe puis de Jacques Cujas à Bourges.
Lors des guerres de religion, il prend le parti de la Ligue, puis revient s'installer à Baugé en tant qu'enquêteur. Revenu chez lui, il y épouse Yolande Le Bigot qui lui donne deux enfants un fils René et une fille Marie. Dénoncé aux malcontents il est sauvé par son beau frère Le Bigot, lieutenant général au siège royal de Baugé.
On ignore la date de sa mort.